# Sierras de Pardos y Santa Cruz
Sierras de Pardos y Santa Cruz este o arie protejată (arie specială de conservare — SAC, sit de importanță comunitară — SCI) din Spania întinsă pe o suprafață de 5.671,62 ha, integral pe uscat.

## Localizare
Centrul sitului Sierras de Pardos y Santa Cruz este situat la coordonatele 41°06′23″N 1°34′42″W / 41.1063°N 1.57837°V.

## Înființare
Situl Sierras de Pardos y Santa Cruz a fost declarat sit de importanță comunitară în iulie 2000 pentru a proteja 1 specie de plante. Situl a fost protejat și ca arie specială de conservare în februarie 2021.

## Biodiversitate
Situată în ecoregiunea mediteraneană, aria protejată conține 5 habitate naturale: Păduri iberice de Quercus faginea și Quercus canariensis, Pajiști uscate europene, Lande oro-mediteraneene cu formațiuni endemice de grozamă, Păduri de Quercus ilex și Quercus rotundifolia, Păduri de stejar galițio-portugheze cu Quercus robur și Quercus pyrenaica.
La baza desemnării sitului se află o specie protejată de  plante: Centaurea pinnata
Pe lângă speciile protejate, pe teritoriul sitului au mai fost identificate 6 specii de plante, 17 specii de păsări, 3 specii de amfibieni, 2 specii de mamifere.